# Una donna alla finestra
Una donna alla finestra (Une femme à sa fenêtre) è un film del 1976 diretto da Pierre Granier-Deferre.
Il soggetto è tratto da un romanzo di Pierre Drieu La Rochelle.
Ha ricevuto due candidature ai Premi César 1977, fra cui quella per la miglior attrice a Romy Schneider, che dà vita e illumina il film.
Ambientato in Grecia nel 1936, il film narra della bella moglie di un diplomatico italiano che s'innamora, ricambiata, di un comunista greco braccato dalla polizia. Lei mettendo a rischio sé stessa e la propria posizione economica e sociale, lo nasconde e lo aiuta a fuggire per poi raggiungerlo a tempo debito. I due amanti moriranno poi durante la seconda guerra mondiale. La figlia diventata adulta ritornerà lì dove tutto accadde.